# Филолошки факултет Универзитета у Скопљу
Филолошки факултет у Скопљу налази се у саставу Универзитета у Скопљу, Северна Македонија. Ово је државни факултет основан 1974. године. Од 1996. године факултет носи име македонског писца Блажа Конеског. Филолошко одељење на Филозофском факултету основано је још 1946. године.
Декан Филолошког факултета је проф. др Славица Велева.

## Први професори
Првих пет професора Филолошког факултета Универзитета у Скопљу били су:
- Блаже Конески
- Михаил Д. Петрушевски
- Харалампије Поленаковић
- Ђорђи Шоптрајанов
- Љубен Лапе.

## Катедре
Основне студије на Факултету трају четири године, а од 2005. године настава се одвија у складу са критеријумима Европског система преноса бодова и Болоњском декларацијом. Образовни и научни рад факултета организује се и изводи у десет одељења. Организују се и постдипломске студије у научним областима језика и књижевности:
- Катедра за македонски и јужнословенски језик
- Катедра за македонску и јужнословенску књижевности
- Катедра за албански језик и књижевност.
- Катедра за турски језик и књижевност
- Катедра за славистику
- Катедра за романске језике и књижевности
- Катедра за немачки језик и књижевност
- Катедра за енглески језик и књижевност
- Катедра за општу и компаративну књижевност
- Катедра за превод и тумачење

Постоје и још два друга одељења:
- Одељење за наставу на страном језику на нематичном факултету
- Центар за тестирање и сертификацију македонског језика

## Други језици
Поред језичких одељења, на факултету се изучавају и следећи језици:
- шпански
- португалски
- кинески
- корејски
- мађарски
- чешки
- полски
- хрватски
- словеначки
- ромски